# Convenció de Forces Democràtiques
La Convenció de Forces Democràtiques (Francès: Convention des Forces Démocratiques, CFD) és una aliança política de Burkina Faso (antic Alt Volta). Va ser fundat a l'abril del 2005 per la Coalició de Forces Democràtiques i està composta pels següents partits:
- Convenció per la Democràcia i la Federació (CDF)
- Reunió pel Desenvolupament de Burkina (RDB)
- Els Verds de Burkina